# Île Hunter (Tasmanie)
L’île Hunter est une île dans le détroit de Bass entre le Victoria et la Tasmanie dans le Sud-Est de l'Australie. Elle est située près de l'île Three Hummock, à plusieurs miles au large de la côte nord-ouest de la Tasmanie. L'île est utilisée pour l'élevage du bétail et il y a une ferme sur l'île. Une barge privée assure le transport jusqu'à Smithton sur la côte nord de la Tasmanie.